# Операції на відкритому ринку
Операції на відкритому ринку — діяльність центрального банку з купівлі та продажу цінних паперів (зазвичай державних облігацій) на відкритому ринку. Центральні банки використовують операції на відкритому ринку як основний інструмент при проведенні грошово-кредитної політики. Основна мета при цьому — контроль над короткостроковими процентними ставками і розміром грошової бази, щоб таким чином впливати на грошову масу. Цільова процентна ставка досягається шляхом покупки або продажу державних цінних паперів, або інших фінансових інструментів. При проведенні операцій на відкритому ринку використовується таргетування таких фінансових показників, як інфляція, процентні ставки і валютний курс.